# Búr államok

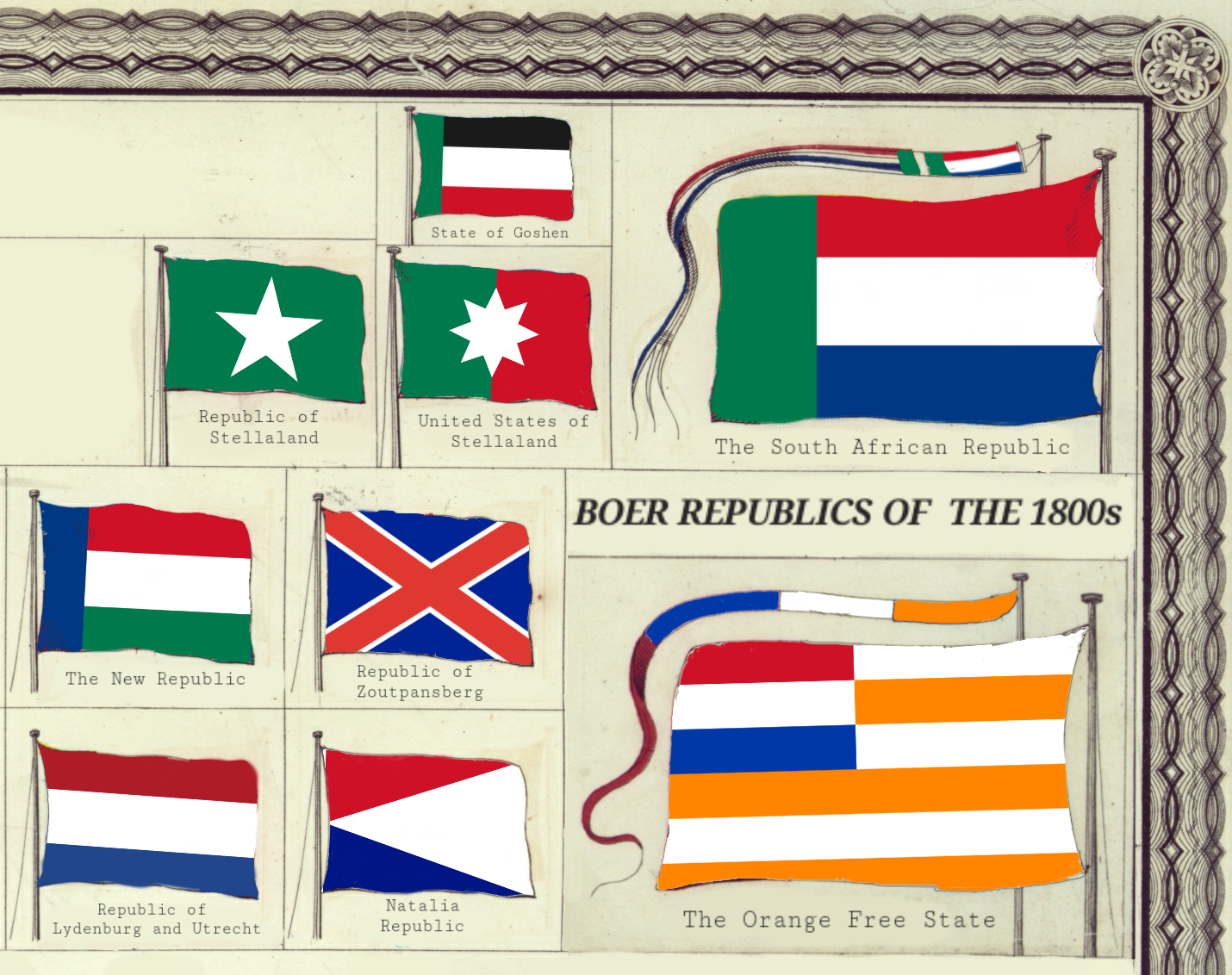
A hajdani búr államok zászlói. Több köztársaság zászlója azonos volt.

A búr államok vagy búr köztársaságok (búr nyelven Boererepublieke) a mai Dél-afrikai Köztársaság területén a 18. és 20. század között létezett független, saját önkormányzattal bíró, nagyrészt miniállamok voltak. Nagyobb kiterjedésre Transvaal és Oranje tett szert, amely a második búr háború végéig fennállt, valamint teljes nemzetközi elismertsége volt.
A köztársaságok alapítói a vándorló búr telepesek, a voortrekkerek voltak, akik Dél-Afrika nyugati feléből (Fokföld környékéről) a brit terjeszkedés miatt vándoroltak keletre 1835-től kezdődően, és foglaltak el új földeket.
A területeket hol erőszakkal (a bennszülött lakosság irtásával), vagy egyezményekkel, esetleg vásárlással szerezték meg. Megjegyzendő, hogy jóval több kísérlet volt önálló köztársaságok létrehozására, ám szám szerint 19, ténylegesen is független államként funkcionáló államalakulat tudott megszerveződni és rövidebb-hosszabb ideig fennállni. A többi miniállamról alig-alig maradt feljegyzés.
A búr köztársaságok többsége annyira kicsi volt, hogy sokan alig egyetlen faluméretű településsel bírtak. A feledésbe merült államalapítási próbálkozásoknál ezek nem birtokoltak nagyobb területet, s lakosságuk is oly kicsi volt, hogy nem is tudtak működni. Egyéb miniállamok bár elvben több ezer hektáros terület fölött rendelkeztek, de azokon főleg bennszülött törzsek uralkodtak, míg a köztársaság tényleges hatalma a búr telepesek lakta településen volt.
Az apartheid 1994-es felszámolása után számos búr közösség, amely elégedetlen volt az új berendezkedéssel Dél-Afrikában, megpróbálkozott a búr miniállamok újbóli felélesztésével, illetve búr szeparatizmus is kibontakozott az országban.

## Az első államok
A hollandok a 17. század közepén szállták meg Fokföldet. A nagy francia forradalom következtében kitört európai háborúk (így a napóleoni háborúk) során Hollandia francia megszállás alá került. Ennek nyomán az első két búr köztársaság is itt alakult meg:
- A Swellendami Köztársaság 1795-ben
- A Graaff-reineti Köztársaság szintén 1795-ben.

A britek néhány hónapon belül megszállták ezeket az államokat. A következő években az angolok és a hollandok között ellentétek alakultak ki, mert az angolok saját gyarmatukként kezdték kezelni Fokföldet, továbbá az angol nyelv használatát erőltették. Elégedetlenséget szült továbbá a rabszolgaság eltörlése és az egyház valamint az állam szétválasztásáról szóló törvények, ugyanis a vallásnak, így a holland református egyháznak nagyon erős volt a befolyása a helyiek életében. Jóllehet a britek jelentős összegeket különítettek el a korábbi holland rabszolgatartók kárpótlására, ez nem elégítette ki a fokföldi hollandokat.

## A nagy vándorlás
A kárpótlás ellenére az 1830-as évek második felében hatalmas vándorlás bontakozott ki, a Groot Trek. Az elvándorlók vezetője Piet Mauritz Retief volt, aki kijelentette az angol kormányzat felé, hogy a fokföldi hollandok többé nem kívánnak brit fennhatóság alatt élni, hanem saját önkormányzatot akarnak. Gyakorlatilag ez jelentette a búr nép etnogenezisét.
A Nagy Vándorlás több hullámban zajlott 1835 és 1841 között. Arról, hogy pontosan hány holland ajkú ember indult útnak nincsenek pontos számadatok. Vannak, akik szerint mintegy 10 ezren hagyták el Fokföldet, más források 6 és 15 ezer fő közé teszik ezt a számot.
A búrok több csoportra szakadtak, mivel a vezetők között nézeteltérések támadtak, ez vezetett aztán a kisebb államok alapításához.

## Az első köztársaságok
A megalakuló búr államok nem vagy csak kevésbé voltak demokratikusak. Nem volt vallásszabadság, egyedüli gyakorolható vallás a holland református volt. Valamennyi köztársaságnak volt országgyűlése és mindegyik a Volksraad (Néptanács) nevet viselte.

### Winburg–Potchefstroomi Köztársaság
Valószínűleg az első búr államot Andries Hendrik Potgieter alapította Potchefstroom székhellyel 1838-ban.
Két évvel később az állam kettévált:
- Winburgi Köztársaságra
- és Potchefstroomi Köztársaságra.

Potchefstroom 1860-ban Transvaal, míg Winburg 1848-ban Oranje része lett.

### Natal Köztársaság
Az első, igazán nagy kiterjedésű búr állam Natal volt, alapítója Andries Pretorius. A zulukkal kezdetben egyezségre törekedtek a búrok, hogy területet szerezzenek, de a mgungundlovui mészárlás után elmérgesedett a búrok és a bennszülöttek viszonya, ami kölcsönös irtóhadjáratokhoz vezetett, s ez aláásta Natal fennmaradásának esélyeit, amit súlyosbított a brit terjeszkedés. 1843-ban az angolok annektálták Natalt, lakosai pedig újfent elvándoroltak.

### Kliprivieri Köztársaság
Ezt a köztársaságot Andreas Theodorus Spies alapította Natal annektálása után néhány évvel, 1847-ben a Tugela és Buffel folyók között. Ez az állam csak egy-két évig állt fenn, ugyanis a britek ezt is elfoglalták.

### Lydenburgi Köztársaság
A Natalból kivonult búrok másik része szintén Potgieter vezetésével alapította meg Lydenburg városállamát 1849-ben. 1860-ban az állam egyesült Transvaallal.

### Zoutpansbergi Köztársaság
1849-ben Potgieter a mai Limpopo területén már közel másfél évtizede megtelepedett búrokat szervezte államba. A köztársaság bár 1858-ban egyesült Transvaallal, de az őslakosság folyamatos támadásai és nagy távolság miatt megszűnt szervezett közösségként létezni 1867-re.

### Utrechti Köztársaság
Spies vezetésével a Klipriviert elhagyó búrok is új államot alapítottak Utrecht néven 1852-ben. 1858-ban Utrecht egyesült Lydenburggal, majd 1860-ban szintén Transvaal része lett.

### Oranje Szabadállam
Sias Hoffman alapította 1854-ban az egyik legtartósabb búr államot, amely az Orániai uralkodócsalád nevét vette fel. Később három kisebb köztársaság beolvasztásával tovább növelte területét.

### Transvaal Köztársaság
A leghíresebb búr államot Pretorius alapította 1852-ben, melynek 1857-től jog szerint az elnöke lett. A köztársaságot fennállása csúcsára Paul Kruger juttatta el, aki sokáig ellenállt az angol terjeszkedésnek is.

### Egyesült Stellalandi Államok
A búr vándorlások néhány évtized múltán folytatódtak nyugati irányba, így további államok születtek. A Stellalandi Egyesült Államok nevű államszövetséget két búr köztársaság, Goosen és Stellaland alkotta meg 1883-ban, amit a britek 1884-ben katonai erővel fölszámoltak.

#### Goosen
Búr telepesek egy csoportja, Nicolaas Claudius Gey van Pittius vezetésével az 1880-as években beavatkoztak egy törzsi polgárháborúba és a győztes törzsfőtől földet kaptak, ahol megalapíthatták faluméretű köztársaságukat. Az angol terjeszkedés miatt lépett unióra az állam Stellalanddal.

#### Stellaland
Az államszövetség másik tagját alkotó Stellalandot szintén a bennszülöttektől kapott földből alapította egy másik búr csoport, amely részt vett az említett polgárháborúban. Stellalandon több búr élt, mint Goosenban. Cecil Rhodes angol tőkés és gyarmatosító aggitációi miatt fenyegette a brit terjeszkedés a két köztársaságot, de végül az egyesülés sem mentette meg függetlenségüket.

### Az Új Köztársaság
Lukas Meyer alapította meg 1884-ben a Nieuwe Republiek-ot vagyis az Új Köztársaságot Vryheid székhellyel. Mivel az állam a tenger mellett feküdt, nagyon hamar az angol terjeszkedés célpontjává vált. Várható volt, hogy a politikai fúzió hatására egyesülni fog Meyer állama Transvaallal, ami így tengeri kijárathoz jut. Meyernek keresztül is vitte Transvaal és az Új Köztársaság egyesülését, ami így az első búr háború egyik kiváltó oka lett.

### Lydensrust (Upingtonia)
Búrok egy csoportja 1876-ban Angolába vándorolt, de a portugálokkal kialakult viszály miatt 1885-ben a német kézben levő Namíbiában próbált földet szerezni. William Worthington Jordan segítségével jutottak földhöz Grootfontein vidékén, ahol George Prinsloo Thomas Upington fokföldi angol miniszterelnök tiszteletére Upingtonia néven államot alapított, ám mivel a miniszterelnök mégsem támogatta őket, ezért lett a köztársaság neve utóbb Lydensrust. A búrok mellett németek is letelepedtek a területén, de a bennszülöttek ellenségessége miatt a búrok végül elhagyták és a köztársaság német birtok lett.

### A Kis Szabadállam
1876-ban a búrok a szváziktól vásároltak földet. 1886-ban Klein Vrystaat vagy Kis Szabadállam néven alapítottak rajta köztársaságot. 1891-ben egyesültek Transvaallal.

### A Dél-afrikai Köztársaság
A második búr háború után, az önállóságukat vesztett búrok jelentős része nem tudott beletörődni a brit uralomba, s 1914-ben, az első világháború kitörése után nemsokkal föllázadtak. A lázadók német támogatásban bízva az egykori Oranje és Transvaal területén deklarálták a független, búrok irányította Dél-afrikai Köztársaságot, amit az angol és dél-afrikai csapatok 1915-ben felszámoltak.